# متعددة الحدود

منحنى لدالة حدودية من الدرجة الثالثة.

في الرياضيات، متعددة الحدود أو كثير الحدود أو الحدودية أو العبارة الحدودية (بالإنجليزية: Polynomial)‏ هي عبارة جبرية تتكون من واحد أو أكثر من المعاملات والمتغيرات، تُنشأ باستخدام عمليات الجمع والطرح والضرب والأسس الصحيحة غيرالسالبة. على سبيل المثال، x2 − x/4 + 7 هي متعددة للحدود (وقد تسمى دالة تربيعية)، بينما x2 − 4/x + 7x3/2 ليست بمتعددة للحدود، لأن الحد الثاني يتضمن قسمة على المتغير x، (أي 4/x)، ولأن أيضا الحد الثالث يحتوي على أُس ليس بعدد صحيح طبيعي (3/2).
انظر إلى حلقة متعددات الحدود

## الرموز والمصطلحات المستعملة
تترجم كلمة متعددة الحدود، إلى اللغة الإنجليزية على سبيل المثال، بكلمة Polynomial. وتتكون هذه الكلمة من جزئين هما Poly و nomial. فكلمة Poly أصلها من اللغة الإغريقية وتعني متعدد، وnomial أصلها من اللغة اللاتينية، وأول من أدخل هذا المصطلح المركب إلى اللغة اللاتينية هو فرانسوا فييت.

## تعريف
تكتب متعددة حدود بمتغير واحد كما يلي:
{\displaystyle {\mathcal {}}p(x)=a_{n}x^{n}+a_{n-1}x^{n-1}+...+a_{1}x+a_{0}}
على سبيل المثال، الصيغة التالية تبين متعددة حدود.
{\displaystyle \underbrace {_{\,}3x^{2}} _{\begin{smallmatrix}\mathrm {term} \\\mathrm {1} \end{smallmatrix}}\underbrace {-_{\,}5x} _{\begin{smallmatrix}\mathrm {term} \\\mathrm {2} \end{smallmatrix}}\underbrace {+_{\,}4} _{\begin{smallmatrix}\mathrm {term} \\\mathrm {3} \end{smallmatrix}}.}
لها ثلاثة حدود: الأول من الدرجة الثانية والثاني من الدرجة الأولى والثالث من الدرجة الصفر.
قانون التبادلية المطبق على عملية الجمع يمكن من كتابة هذه الحدود الثلاث في أي ترتيب كان.
كثيرة الحدود هي دالة رياضية أو تركيب جبري بسيط وأملس.
كلمة (بسيط) تعني إنه لا يحوي من عمليات سوى الضرب والجمع، وكلمة (أملس) تعني أنه قابل للمفاضلة بلا حدود أي أنه يملك مشتقات من جميع الرتب في جميع النقاط.
متعددة الحدود من الدرجة {\displaystyle {\mathcal {}}n} لها على الأكثر منها أصفار حقيقية
؛ ومعها يكون {\displaystyle {\mathcal {}}n} الاس لأول الثابت الذي نطرياً يسمح اِختياره بالتعسف في كثيرة الحدود.

## التاريخ
إيجاد جذور متعددة ما للحدود، أو ما قد يسمى حلحلة المعادلات الجبرية هو واحد من المعضلات الرياضية الأكثر قدما. ولكن الرموز البسيطة الاستعمال والأنيقة المستعملة حاليا لم تتطور إلا في القرن الخامس عشر. قبل ذلك، كانت المعادلات تُكتب بالكلمات.

### الرموز المستعملة
أول استعمال لرمز التساوي (=) يعود إلى روبرت غيكوغد في كتاب له. كان ذلك عام 1557.

## المعادلات الحدودية
معادلة حدودية وتسمى أيضا معادلة جبرية هي معادلة تأخذ الشكل التالي:
{\displaystyle a_{n}x^{n}+a_{n-1}x^{n-1}+\dotsb +a_{2}x^{2}+a_{1}x+a_{0}=0.}
على سبيل المثال،
{\displaystyle 3x^{2}+4x-5=0}
هي معادلة حدودية.
في هذه المعادلة، قد يسمى المتغير {\displaystyle x} مجهولا. أما القيم التي يأخذها المجهول لكي تصير المعادلة صحيحة فتسمى جذور المعادلة أو أصفارها، وواحدها الجذر والصفر. يقال عن عدد أن صفرٌ لمعادلة ما أو جذرها إذا كانت المعادلة صحيحة عندما يأخذ المجهول قيمة هذا العدد.
في إطار الجبر الابتدائية، هناك طرق تمكن من حلحلة المعادلات من الدرجتين الأولى والثانية بمتغير واحد، وهناك أيضا طرق تمكن من حلحلة المعادلات من الدرجة الثالثة والرابعة بمتغير واحد.
بالنسبة إلى معادلة حدودية من الدرجة الخامسة فما فوق، تمنع مبرهنة أبيل-روفيني من إمكانية ايجاد حلحلة عامة بالجذور، ولكن خوارزميات إيجاد جذور دالة تبقى قابلة للاستعمال من أجل ايجاد تقريبات عددية لحلول متعددة حدود أيا كانت درجتها.
عدد جذور معادلة حدودية معاملاتها أعداد حقيقية لا يتجاوز درجة هذه الدالة الحدودية ويساويها إذا أُخذت الحلول العقدية في عين الاعتبار. هذه الحقيقة تسمى المبرهنة الأساسية في الجبر. قد يأخذ جذران من هذه الجذور نفس القيمة. في هذه الحالة، يقال عنها أنها جذر مزدوج. وقد تأخذ ثلاثة جذور نفس القيمة، فيقال عنها أنها جذر ثلاثي، وهكذا.

### حلحلة المعادلات الحدودية
انظر أيضا خوارزمية إيجاد جذور دالة حدودية.
انظر أيضا خواص جذور متعددة حدود.

## مخططات

متعددة حدود من الدرجة الثانية: f(x) = x2 - x - 2 = (x+1)(x-2)
متعددة حدود من الدرجة الثالثة: f(x) = x3/4 + 3x2/4 - 3x/2 - 2 = 1/4 (x+4)(x+1)(x-2)
متعددة حدود من الدرجة الرابعة: f(x) = 1/14 (x+4)(x+1)(x-1)(x-3) + 0.5
متعددة حدود من الدرجة الخامسة: f(x) = 1/20 (x+4)(x+2)(x+1)(x-1)(x-3) + 2
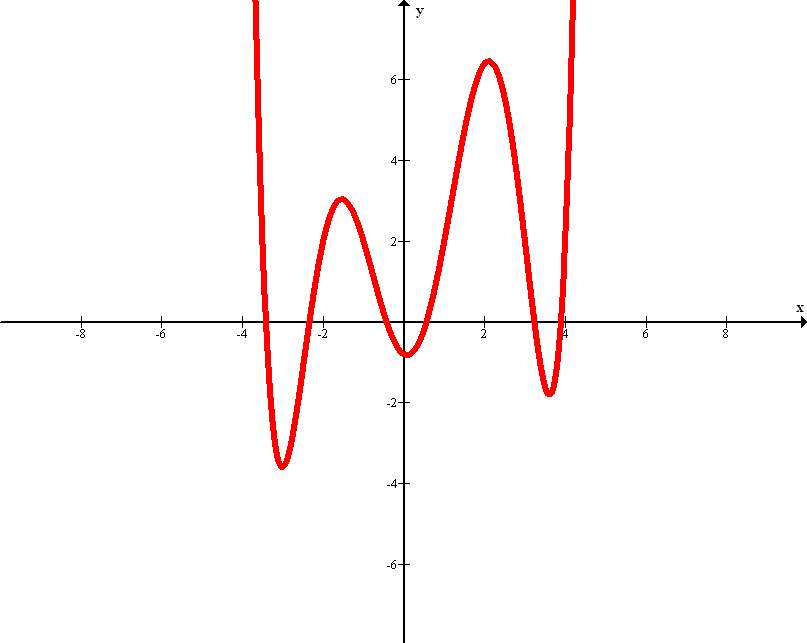
متعددة حدود من الدرجة السادسة: f(x) = 1/30 (x+3.5)(x+2)(x+1)(x-1)(x-3)(x-4) + 2
متعددة حدود من الدرجة السابعة: f(x) = (x-3)(x-2)(x-1)(x)(x+1)(x+2)(x+3)

## التصنيف

### عدد المتغيرات
من أجل تصنيف متعددات الحدود، يمكن النظر إلى عدد المتغيرات الموجودة في الحدودية. تسمى متعددة الحدود ذات متغير واحد متعددة حدود أحادية المتغير.

### الدرجة
تتمثل الطريقة الثانية لتصنيف متعددات الحدود في النظر إلى درجاتها.
على سبيل المثال، في متعددة الحدود {\displaystyle x^{2}+2x+1}، الحد {\displaystyle 2x} هو حد من الدرجة الأولى في متعددة حدود من الدرجة الثانية.